# Кафана Бела лађа (Нови Сад)
Бела лађа је била чувена новосадска кафана, једна од најстаријих у овом граду, у којој се некада окупљали виђенији војвођански Срби. Најпозантија је по томе што је, по писању историчара, у њој занатлија Стеван Јелинић Ћебенда, у друштву Светозара Милетића и других виђенијих Срба, први пут употребио израз „Српска Атина” за Нови Сад. Била је једна од најзначајнијих кафана у Новом Саду, о чему говори податак да је улица у којој се кафана налазила носила назив Weisse Schiff – Gase (на немачком), Feher-hajo utca (на мађарском језику), односно Беле лађе улица.
Зграда у којој се налазила ова кафана и даље постоји. Налази се у Његошевој улици бр. 5, али је годинама напуштена, запуштена и прети јој урушавање.

## Историја
Новосадска кафана “Бела лађа” основана је почетком 19. века, у време када су Дунавом запловили први пароброди. Први пут се у историјским изворима спомиње већ 1812. године, под латинским називом „Alba navis”, у писму сомборског магистрата новосадском. Према причама најстаријих Новосађана, ти пароброди су били бели и имали једну црну пругу преко целог трупа. Те лађе биле су велики догађаји, како за децу, тако и за одрасле. Тако су готово „преко ноћи” широм Војводине почеле да се отварају кафане у чијем је називу била бела лађа, па је и у Новом Саду једна кафана добила такво име. Није позната тачна година настанка ове кафане, али постоје индиције да је зграда у којој се налазила саграђена у последњој деценији 18. века.
„Бела лађа” је била кафана у којој су се углавном окупљали виђенији Срби, српска културна и политичка интелигенција, као некада у кафани „Код кламиле”. Међу њима су били Јаша Томић, Светозар Милетић, Лаза Костић, Тона Хаџић,
Јован Јовановић Змај, Јован Суботић, Михаило Полит-Десанчић, Новак Радоњић, Војислав Илић, Јаков Игњатовић, Јован Скерлић, Коста Трифковић, Ђура Јакшић, Јован Ђорђевић, Исидор Бајић, Миша Димитријевић, Лаза Телечки и други. У њој су се певале српске песме и изводиле композиције које су компоновали чувени Исидор Бајић и Марко Нешић, а неретко се доносиле и важне одлуке.
Међу музичарима у оркестрима који су свирали у „Белој лађи” било је и неколико нарочито значајних уметника, како оних народних који су ширили српску песму, чували је и неговали, тако и професионалаца који су постигли светски успех. Један од њих је био и Влада Марјановић, који је 1907. године емигрирао у Америку, где је једно време наступао као диригент са оркестром тамбураша у чувеној њујоршкој Метрополитен опери.

### „Бела лађа” у савременом добу
У 20. веку „Бела Лађа” је изгубила значај, а потом и намену. Национализована је 28. јуна 1948. године и половином века представљала је један заборављени угоститељски објекат. У згради у којој се налазила касније је било смештено јавно купатило, затим куплерај, а 1950. зграду је добило на коришћење предузеће „Војводинапут”. Њена унутрашњост адаптирана за нову намену. После неколико других предузећа у њу се на крају уселила Градска инспекција. Када је 2006. године Инспекција исељена, зграда је више пута била на мети вандала, а локалне власти су у урбанистичким плановима почетком 2000-их издале и дозволу за рушење како би се на том месту изградио троспратни тржни центар. Ипак, 2008. одустало се од рушења, после доношења одлуке Владе Србије о проглашењу ужег језгра Новог Сада за културно добро. Одлуком републике зграда у Његошевој 5 стављена је под посебну заштиту због своје историјске вредности, али деценијама стоји празна, оронула и прети јој урушавање, мада је планирана њена рестаурација. Једна од препрека је и чињеница да је зграда 2017. реституцијом враћена бившим власницима.

## „Бела лађа” и Српска Атина
Кафана „Бела лађа” најпознатија је по томе што је у њој настао чувени надимак Новог Сада - Српска Атина. Кумовао је новосадски занатлија Стеван Јелинић Ћебенда. У књизи Матичиних чланова уз његово име пише да је био „арендатор”. Као ватрени присталица народњака, он је у „Лађи” често седео у друштву Милетића, тадашњег градоначелника Новог Сада и вође Српског народног покрета. У једном таквом разговору Ћебенда је, верује се, упоредио новосадску варош са Атином због мноштва културних знамења, а Милетићу је то поређење веома свидело. Ову анегдоту Новосађани преносе из века у век, а писани траг оставио је једино Љубомир Лотић, књижевник и дугогодишњи службеник Матице српске. У фусноти чланка „Споменици новосадске трговачке омладине 1902–1932” Лотић наводи да га је трагање за пореклом надимка Српска Атина довело до професора и функционера Матице српске Милана А. Јовановића Бабе. Од њега је Лотић сазнао да је надимак потекао од Милетићевих присталица, односно  Новосађанина Стевана Јелинића Ћебенде.